# Kubanische Feuchtwälder

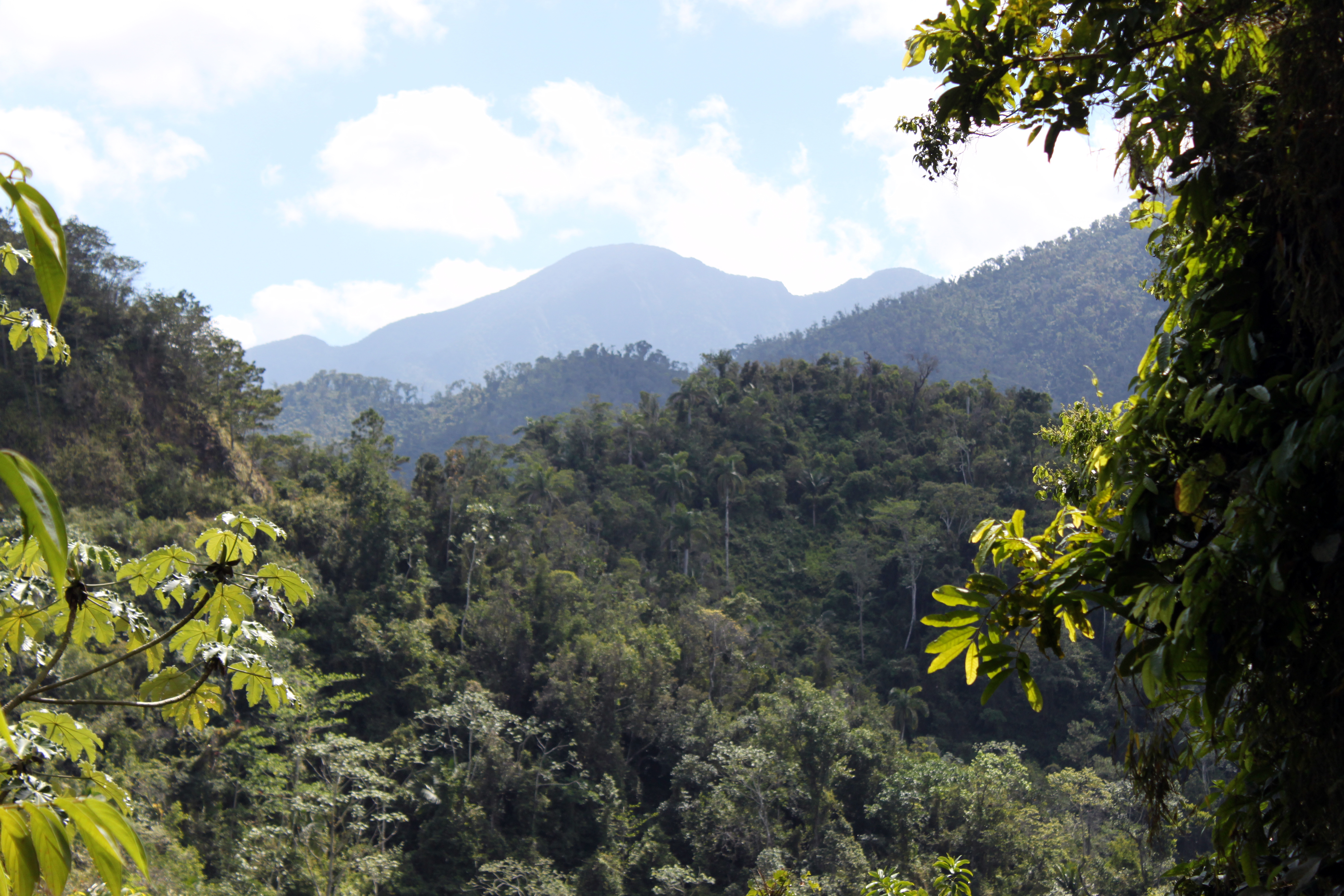
Wälder im Turquino Nationalpark, Sierra Maestra, Kuba

Die Kubanischen Feuchtwälder sind eine Ökoregion tropischer Regenwälder, die eine Fläche von 21.400 km2 auf Kuba und der Isla de la Juventud bedeckt. Die Ökoregion hat keine Trockenzeit. Die Böden bildeten sich überwiegend über Quarz-, Kalk- oder Serpentinit-Gestein. Kubanische Feuchtwälder können in Tiefebenenwälder in Höhenlagen bis zu 400 Metern, „Vorbergswälder“ in Höhenlagen von 400 bis 800 Metern und Bergwälder in Höhenlagen von 800 bis 1900 Metern eingeteilt werden.

## Flora

### Tiefebenenwälder
Tiefebenenwälder finden sich auf Höhenlagen vom Meeresspiegel bis 400 Metern und erreichen Höhen von bis zu 40 Metern. Sie bestehen aus drei Stockwerken. Das obere Stockwerk enthält beispielsweise Alchornea latifolia, Carapa guianensis und Manilkara valenzuelana. Das mittlere Stockwerk enthält beispielsweise Diospyros caribaea, Ocotea floribunda, Oxandra laurifolia, Talauma minor, Myrobalanen- und Feigen-Arten (Ficus subsp.). Das untere Stockwerk enthält beispielsweise einige Arten von Baumfarnen, Myrtengewächsen und Schwarzmundgewächsen. Epiphyten sind reichlich vorhanden und vielfältig, darunter die nur auf Kuba vorkommenden Hymenodium crinitum, Oleandra articulata, Columnea tincta und Psychotria pendula. Typische Palmen-Arten sind dort Calyptronoma plumeriana, Prestoea acuminata var. montana und Bactris cubensis. Auch Arten von Heliconia, Laubmoosen und Lebermoosen sind nennenswert.

### Submontane Wälder
Submontane Wälder treten in Höhenlagen von 400 bis 800 Metern auf. Typische submontane Wälder bestehen aus zwei Stockwerken und Unterholz; sie erreichen eine Höhe von bis zu 30 Metern. Beispielsweise Alchornea latifolia, Buchenavia capitata, Guatteria blainii, Licaria jamaicensis, Tabebuia hypoleuca und Zanthoxylum elephantiasis wachsen im oberen Stockwerk. Amyris lineata, Prunus myrtifolia, Ditta myricoides, die Laplacea-Arten, Oxandra laurifolia, Ocotea-Arten, Rapanea ferruginea und Podocarpus spec. sind im unteren Stockwerk zu finden. Arten von Baumfarnen, Myrtengewächsen, Schwarzmundgewächsen und Rötegewächsen wachsen im Unterholz.
Auf Ultisols wachsende submontane Wälder erreichen eine Höhe von 20 Metern und haben zwei Stockwerke mit Bäumen wie Calophyllum utile, Guatteria cubensis, Magnolia cristalensis, Tabebuia dubia, Zanthoxylum cubense und Bactris cubensis.

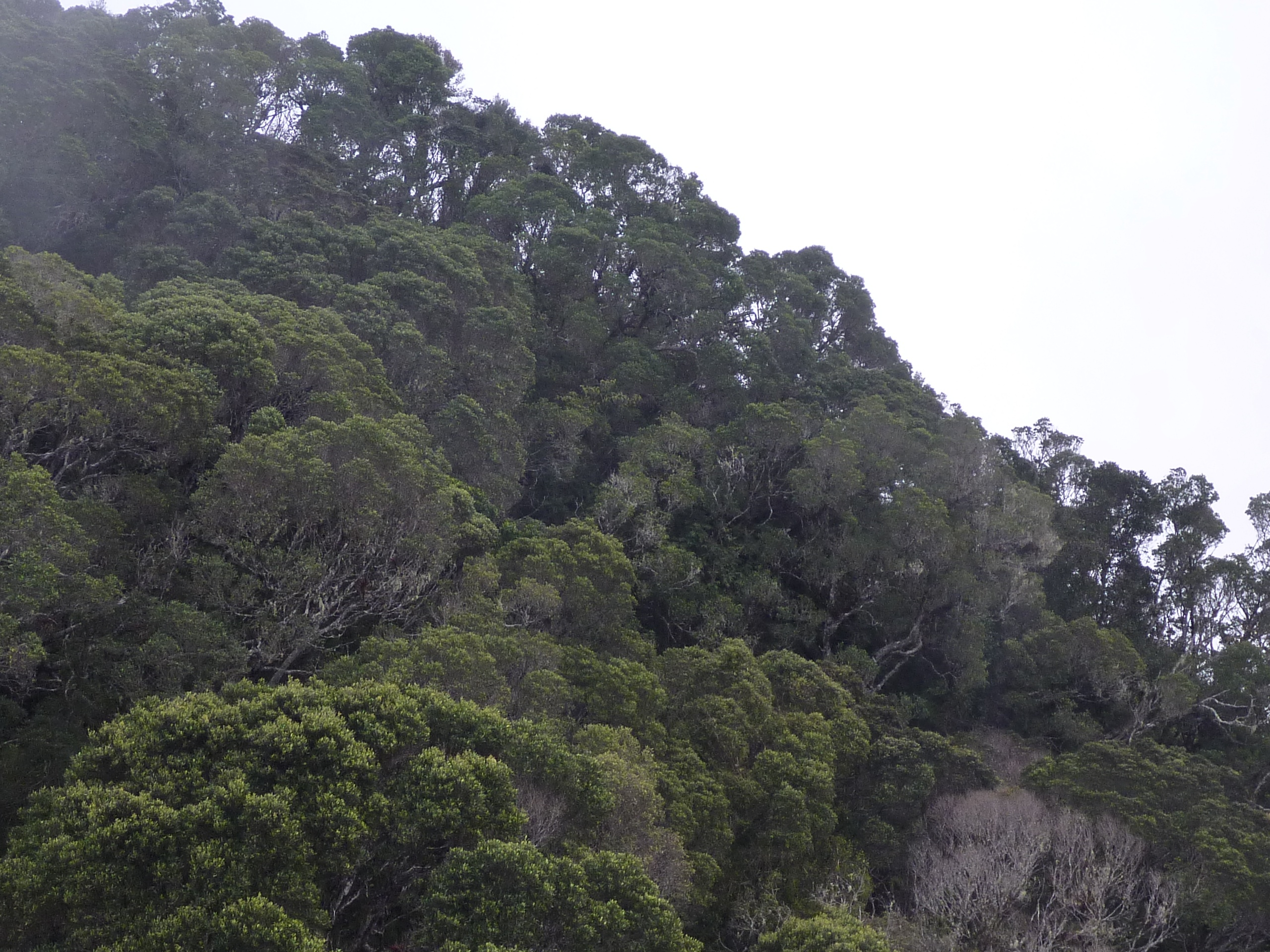
Nebelwald des Pico Turquino

### Nebelwälder
Nebelwälder befinden sich auf Erhebungen mit Höhenlagen von 800 bis 1900 Metern. Diese Wälder bestehen aus zwei Baumstockwerken und erreichen eine Höhe von 30 Metern. Das obere Stockwerk ist von Cyrilla racemiflora, Magnolia cubensis, Persea anomala und Laplacea angustifolia  bestimmt. Das untere Stockwerk besteht aus Cleyera nimanimae, Freziera grisebachii, Weidenblättrige Sonnenblume, der Art Lyonia, sowie Torralbasia cuneata und Juniperus saxicola. Epiphyten, Moose, Farne, terrestrische Orchideen, und Bärlappgewächse treten reichlich auf.

## Fauna
Zu den Vögeln der Feuchtwälder gehören der Vielfarbentodi (Todus multicolor), die Bienenelfe (Mellisuga helenae), der Kubatrogon (Priotelus temnurus), der Kubaklarino (Myadestes elisabeth), der Langschnabelweih (Chondrohierax uncinatus), der Türkisnaschvogel (Cyanerpes cyaneus), der Kubasittich (Psittacara euops), die Styxeule (Asio stygius) und der Accipiter gundlachi.
Der seltene Kubanische Schlitzrüssler (Solenodon cubanus), ein kleines Säugetier, ist in den östlichen Bergwäldern einheimisch. Zu den anderen bedeutenden Säugetieren gehören die Baumratten, „mittelgroße, graue Nagetiere“.